# Talk That
„Talk That” – singel południowokoreańskiej grupy Secret, wydany 4 grudnia 2012 roku w Korei Południowej. Osiągnął 6 pozycję na liście Gaon Chart. Singel sprzedał się w Korei Południowej w nakładzie 979 364 egzemplarzy. Teledysk do utworu pojawił się 3 grudnia 2012 r. na oficjalnym kanale YouTube wytwórni.

## Lista utworów
| Nr | Tytuł       | Słowa            | Muzyka           | Czas |
| -- | ----------- | ---------------- | ---------------- | ---- |
| 1. | „Talk That” | Shinsadong Tiger | Shinsadong Tiger | 3:25 |

## Twórcy i personel
- Kim Tae-sung – producent wykonawczy, współproducent
- Song Ji-eun – wokal
- Han Sun-hwa – wokal
- Jeon Hyo-sung – wokal
- Jung Ha-na – wokal, rap, słowa utworów
- Shinsadong Tiger – współproducent, słowa utworów, aranżacja, kompozycja